# Civiltà Italica
Civiltà Italica è stato un movimento politico italiano del secondo dopoguerra che agiva nell'alveo del partito romano.
Fu fondato da mons. Roberto Ronca, vescovo di Pompei, insieme a padre Giacomo Martegani, direttore de La Civiltà Cattolica, nel gennaio del 1947. Ronca era amico di Luigi Gedda, il fondatore dei Comitati Civici.
Un manifesto di Civiltà Italica afferma riguardo al nome:

## Posizioni politiche
Civiltà Italica aspirava a riunire le più genuine e attive forze cattoliche per far fronte a quello che si scorgeva come il pericolo comunista.
Si contrapponeva alla Democrazia Cristiana di Alcide De Gasperi, alla quale rimproverava una politica debole.
Civiltà Italica sorse nell'ipotesi del pluralismo politico dei cattolici (c'era chiara coscienza che non tutti i credenti militavano nello stesso partito) e tentò di garantire un coordinamento delle iniziative di difesa degli interessi della Chiesa, nonché dei vari cattolici militanti nei diversi partiti.
Civiltà Italica voleva realizzare uno stato cristiano. Nel bagaglio ideale del movimento si trovano il richiamo alla tradizione di Roma cristiana e alla sua missione universale, una proposta di civiltà fondata sul magistero sociale della Chiesa, nonché su un ordine morale e sociale specificatamente cristiano.
Di conseguenza Civiltà Italica si schierò per:
- L'intangibilità del Concordato del 1929, "per il rispetto della Religione Cattolica come religione dello Stato"[3], coerentemente con la "prassi cristiana dei rapporti fra la Chiesa e lo Stato, così come sono definiti nei Patti Lateranensi e quindi nel mantenimento e rispetto integrale di questi"[4]
- "La indissolubilità della famiglia e l'integrità del diritto dei genitori ad educare la prole"[5].
- "La funzione sociale della proprietà"[6], in una sintesi però che, alla stregua dell'insegnamento di padre Lombardi, avrebbe dovuto "contemperare la libertà individuale con la solidarietà sociale"[7].